# ادوارد درابلوس
ادوارد درابلوس (انگلیسی: Edvard Drabløs؛ ۱ آوریل ۱۸۸۳ – ۲۹ آوریل ۱۹۷۶) هنرپیشه و کارگردان تئاتر اهل نروژ بود. وی در حدود ۲۰ فیلم بازی کرد.